# Bolívar (Carchi)
Bolívar ist eine Ortschaft und die einzige Parroquia urbana („städtisches Kirchspiel“) im Kanton Bolívar der ecuadorianischen Provinz Carchi. Die Parroquia besitzt eine Fläche von 100,5 km². Die Einwohnerzahl lag im Jahr 2010 bei 5206. Davon wohnten 2998 Einwohner im Hauptort Bolívar.

## Lage
Die Parroquia Bolívar liegt in den Anden im Norden von Ecuador. Der Río Apaquí, ein rechter Nebenfluss des Río Chota, durchquert den zentralen Süden der Parroquia in westlicher Richtung und entwässert dabei das Areal. Der etwa 2600 m hoch gelegene Hauptort befindet sich an der E35 (Ibarra–Tulcán) 40 km südsüdwestlich der Provinzhauptstadt Tulcán.
Die Parroquia Bolívar grenzt im Nordosten und im Osten an die Parroquia La Paz (Kanton Montúfar), im Süden an die Parroquias Monte Olivo und San Rafael, im Westen an die Parroquia Los Andes sowie im Nordwesten an die Parroquia García Moreno.

## Geschichte
Der Ort hieß ursprünglich "El Puntal". Am 6. Juli 1861 wurde El Puntal eine Parroquia rural im Kanton Tulcán. Am 27. September 1905 wurde El Puntal Teil des neu geschaffenen Kantons Montúfar. Am 30. August 1907 erhielt die Parroquia ihren heutigen Namen. Namensgeber war der südamerikanische Unabhängigkeitskämpfer Simón Bolívar. Am 12. November 1985 wurde der Kanton Bolívar gegründet und Bolívar wurde eine Parroquia urbana und Sitz der Kantonsverwaltung.

## Sonstiges
In Bolívar befindet sich seit 2014 ein paläontologisches Museum, in dem Fossilien ausgestellt werden.